# Monnina carmelensis
Monnina carmelensis är en jungfrulinsväxtart som beskrevs av Eriksen. Monnina carmelensis ingår i släktet Monnina och familjen jungfrulinsväxter. Inga underarter finns listade i Catalogue of Life.